# Donald Bloxham
Donald Bloxham (geboren 1973 in Birmingham) ist ein britischer Neuzeithistoriker und Professor für Geschichte der Neuzeit mit dem Fokus auf Genoziden, Kriegsverbrechen und weiteren kriminellen Gräueltaten an der Universität Edinburgh.
Bloxham studierte an den Universitäten von Keele und Southampton und ist Mitherausgeber mit Mark Levine von Zones of Violence und mit A. Dirk Moses dem Oxford Handbook of Genocide.

## Auszeichnungen
- 2006 Philip-Leverhulme-Preis
- 2007 Chancellor’s Award der Universität Edinburgh
- 2007 Raphael Lemkin Award der International Association of Genocide Scholars

## Veröffentlichungen
- Genocide on Trial: War Crimes Trials and the Formation of Holocaust History and Memory. Oxford University Press, 2001, ISBN 0-19-820872-3.
- The Great Game of Genocide: Imperialism, Nationalism, and the Destruction of the Ottoman Armenians. Oxford University Press, 2005, ISBN 978-0-19-927356-0.
- The Holocaust: Critical Historical Approaches. Manchester University Press, 2005, ISBN 0-7190-3778-6.
- Genocide, The World Wars, and the Unweaving of Europe. Vallentine Mitchell, 2008, ISBN 978-0-85303-720-0
- The Final Solution: A Genocide. Oxford University Press, 2009, ISBN 978-0-19-955033-3.